# 1997 en photographie
| Années de la photographie : 1994 - 1995 - 1996 - 1997 - 1998 - 1999 - 2000    |
| Décennies de la photographie : 1960 - 1970 - 1980 - 1990 - 2000 - 2010 - 2020 |

Cet article présente les faits marquants de l'année 1997 en photographie.

## Événements
- Création du Centre portugais de photographie dans le centre historique de Porto.
- Deux revues françaises de photographie, le mensuel Photographies magazine et la revue semestrielle La Recherche photographique, cessent de paraître.
- janvier : la firme japonaise Nikon commercialise une gamme d'appareils photographiques numériques, Nikon Coolpix, et lance le Nikon Coolpix 100, premier appareil de cette gamme, de format compact.
- L'entrepreneur français Philippe Kahn spécialisé dans la technologie, invente, lors de la naissance de sa fille, la première solution de partage de photographies pour téléphone portable, permettant le partage instantané sur les réseaux télécoms publics[1].
- Les archives photographiques du photographe espagnol Francesc Jarque, composées de plus de cent trente mille documents de toutes sortes, sont acquises par la Bibliothèque valencienne Nicolau Primitiu à Valence pour 26 millions de pesetas[2].

## Livres de photographies
- (de) Balthasar Burkhard et Markus Jakob, "Klick!", sagte, die Kamera, Baden, Verlag Lars Müller, 1997, 40 p,  (ISBN 978-3-907044-37-7).
- (it) Carmelo Bongiorno, L'isola intima. Riflessi di un itinerario siciliano, Turin, éd. SEI,  (ISBN 8-80505-776-2).
- (en) Horst Faas et Tim Page, Requiem : by the photographers who died in Vietnam and Indochina, New York, Random House : l'ouvrage qui rend hommage aux 135 photographes tués au Vietnam et en Indochine entre 1962 et 1975 obtient le Prix Robert Capa Gold Medal cette même année.
- (fr) Eric Larrayadieu, Jours Incertains (texte d'Alain Lercher), Le Rozel, Le Point du jour éditeur  (ISBN 2-912132-02-9).
- (en) James Nachtwey, Ground Level, Boston, Massachusetts College of Art  (ISBN 0-962-89056-1).
- (fr) Noël Copin et Raymond Depardon, 100 photos pour défendre la liberté de la presse, Paris, Reporters sans frontières, 94 p. •  (ISBN 2-908830-30-2).

## Films sur la photographie
- Naoto Takenaka, Tōkyō biyori, film japonais sur la vie de Yōko Araki, femme du photographe Nobuyoshi Araki.

## Études, essais, articles
- Brassaï, Marcel Proust sous l'emprise de la photographie, Paris, Gallimard, 176 p.  (ISBN 2-07-074979-7) ; édition d'un texte inédit de Brassaï[3].
- Alain Fleig, Rêves de papier. La photographie orientaliste, 1860-1914, Neuchâtel, Ides et Calendes, 177 p.  (ISBN 2-8258-0114-3).
- (en) Marianne Hirsch, Family Frames: Photography, Narrative, and Postmemory, Cambridge (Mass.), Harvard University Press, XIV-304 p. (ISBN 9780674292659, lire en ligne )[4].
- Olivier Lugon, La Photographie en Allemagne. Anthologie de textes (1919-1939), Nîmes, Jacqueline Chambon (collection : Rayon photo), 495 p.  (ISBN 2-87711-174-1)[5].
- André Magnin et Youssouf Tata Cissé (dir.), Seydou Keïta, Zurich, Scalo, 287 p.  (ISBN 3-931141-64-0)[6].
- François Soulages, « Photographie, art et société », Le Monde diplomatique,‎ juillet 1997, p. 28-29 (lire en ligne ).

## Expositions
- 12 février - 30 mars 1997 : Luigi Ghirri : voyage dans les images, Galerie municipale du Château d'eau, Toulouse.
- 20 février - 18 mai : Manuel Álvarez Bravo, exposition rétrospective, Museum of Modern Art (MoMA), New York[7].
- 21 février - 27 avril : G. H. Breitner : fotograaf en schilder van het Amsterdamse stadsgezicht, Gemeentearchief, Amsterdam.
- 12 mars - 9 juin : Le miroir noir : Picasso, sources photographiques, 1900-1928, Musée Picasso, Paris.

- août - 7 septembre 1997 : Balthasar Burkhard : éloge de l'ombre, Musée Rath, Genève[8].

- 26 septembre - 4 janvier 1998 : Raymond Voinquel — Les acteurs du rêve, Hôtel de Sully Paris.
- 14 octobre - 15 février 1998 : L'art du nu au XIXe siècle : le photographe et son modèle, Bibliothèque nationale, Paris ; commissaire d'exposition : Sylvie Aubenas[9].
- 17 octobre - 4 janvier 1998 : Photographie et science. Une beauté à découvrir, Musée des beaux-arts du Canada, Ottawa.
- 17 octobre - 4 janvier 1998 : Olympe Aguado (1827-1894) photographe, Musée d'Art moderne et contemporain, Strasbourg[10].
- 17 octobre 1997 - 20 janvier 1998 : Police pictures : the photograph as evidence, Museum of Modern Art, San Francisco[11].
- 23 octobre - 14 décembre : Dorothea Lange, Fondazione italiana per la fotografia, Turin

puis 16 janvier - 22 mars 1998 : Hôtel de Sully, Paris.
- 21 novembre - 22 février 1998 : Weegee's world, International center of photography, New York.

puis 14 novembre 1998 - 14 janvier 1999 : Le monde de Weegee. La vie, la mort et la tragédie humaine, Maison européenne de la photographie (MEP), Paris,,.
- 22 novembre - 1er février 1998 : Irving Penn : a career in photography, Art Institute of Chicago.
- Gaudin frères. Pionniers de la photographie, 1839-1872, Musée Nicéphore-Niépce, Chalon-sur-Saône (présentation de Marc Antoine Gaudin et ses frères Alexis et Charles).
- Gustave Marissiaux : la possibilité de l'art, Musée de la photographie à Charleroi.
- Le paysage américain photographié 1861-1890, Musée d'Orsay, Paris, commissaires d'exposition Françoise Heilbrun et Quentin Bajac[16].
- Des Européens. Henri Cartier-Bresson, Maison européenne de la photographie, Paris[17].
- Paul Strand, Maison européenne de la photographie, Paris[18].

## Festivals et congrès photographiques
- 6 juillet - 17 août : 29es Rencontres de la photographie d'Arles. Éthique, esthétique, politique[19].
- 30 août - 14 septembre : 9e édition du festival Visa pour l'image à Perpignan[20],[21].
- septembre : création et première édition des Journées photographiques de Bienne (Bieler Fototage), festival photographique en Suisse.
- 20 novembre - 24 novembre : création et première édition de Paris Photo, foire d'art internationale consacrée à la photographie, au Carrousel du Louvre, par l'éditeur d'art Rik Gadella[22],[23].
- 2es Rencontres africaines de la photographie à Bamako au Mali.

## Prix et récompenses
- Grand Prix national de la photographie : non attribué.
- Prix Niépce : Patrick Tosani.
- Prix Nadar : Christian Bouqueret, Des années folles aux années noires : la nouvelle vision photographique en France, 1920-1940, Paris, éditions Marval, 1997, 285 p.  (ISBN 2-86234-230-0)[24].
- Prix Kodak de la critique photographique. 1er prix : Isabelle Eshraghi ; mentions : Jean-Baptiste Huynh, Pascal Bastien.
- Prix Bayeux-Calvados des correspondants de guerre : Santiago Lyon d'Associated Press.
- Prix Roger-Pic : Éric Larrayadieu pour sa série intitulée Jours incertains.
- Prix Voies Off : non attribué.
- Prix HSBC pour la photographie : Bertrand Desprez et Jean François Campos.
- Prix Élysée de la photographie : Gabriel Bouys.
- Prix Henri-Cartier-Bresson : non attribué.
- Grand Prix de la photographie de la Ville de Paris : Marc Riboud et Denis Roche[25].
- Prix Oskar-Barnack : Jane Evelyn Atwood.
- Prix Erich-Salomon : Peter Hunter.
- Prix culturel de la Société allemande de photographie : David Hockney.
- Prix Citigroup Photography : Richard Billingham.
- Prix Paul-Émile-Borduas : Irene Whittome.
- Prix du duc et de la duchesse d'York : Janieta Eyre.
- Prix national de la photographie (Espagne) : Humberto Luis Rivas Ribeiro.
- Prix Robert Capa Gold Medal : Horst Faas et Tim Page, Requiem : By the Photographers Who Died in Vietnam and in Indochina, New York, Random House, 1997, 336 p.  (ISBN 9780679456575).
- Prix Pulitzer : 
  - Prix Pulitzer de la photographie d'article de fond (Pulitzer Prize for Feature Photography) : Alexander Zemlianichenko pour sa photographie du président russe Boris Eltsine dansant à un concert de rock pendant la campagne pour sa réelection.
  - Pulitzer Prize for Spot News Photography : Annie Wells du Press Democrat à Santa Rosa, pour la photographie d’un pompier sauvant un adolescent d’une inondation.
- Prix Ansel-Adams : Frans Lanting.
- Prix W. Eugene Smith : Alain Keler.
- Infinity Awards :
  - Prix pour l'œuvre d'une vie : Robert Delpire.
  - Prix de la publication Infinity Award : Chris Riley et Douglas Niven (dir.), The Killing Fields, Santa Fe, Twin Palms Publishers, 111 p.,  (ISBN 9780944092392).
  - Infinity Award du photojournalisme : Mary Ellen Mark.
  - Infinity Award for Art : Christian Boltanski.
  - Prix de la photographie appliquée : David LaChapelle.
- Prix Higashikawa : photographe japonais : Kazuyoshi Machino ; photographe étranger : Calum Colvin ; photographe espoir : Osamu Kanemura ; prix spécial : Ryōichi Satō.
- Prix Kimura Ihei : Kyōichi Tsuzuki.
- Prix Ken-Domon : Issei Suda.
- Prix de la Société de photographie de Tokyo : Kazuhiko Motomura.
- World Press Photo de l'année : Francesco Zizola, photographie d'enfants victimes de mines terrestres dans la ville de Cuito, en Angola lors de la guerre civile angolaise[26].
- Centenary Medal de la Royal Photographic Society : non attribué.
- Prix international de la Fondation Hasselblad : Christer Strömholm.
- Prix suédois du livre photographique : Lars Sundh (sv), Ajax & Kingston, Stockholm, Koala Press, 130 p.,  (ISBN 9789188748041).
- Prix national vénézuélien de la photographie : Ricardo Armas (es).

## Naissances
- 5 janvier : Benoit D'Afrique, poète et photographe haïtien.
- septembre : Moses Sawasawa, photojournaliste congolais.

## Décès
- janvier : Edward Quinn, photographe irlandais, né en 10 février 1920.
- 5 février : Norbert Ketter, photographe luxembourgeois, né le 4 avril 1942.
- 5 mai : David E. Scherman, photographe et journaliste américain, né en 1916.
- 25 juin : Elmer Batters, photographe américain spécialiste de fétichisme, né le 24 novembre 1919.
- 28 juin : Hildegard Ochse, photographe allemande, née le 7 décembre 1935.
- 16 juillet : Dora Maar, photographe et artiste française, née le 22 novembre 1907.
- 12 août : Hannah Villiger, sculptrice et photographe suisse, née le 9 décembre 1951.
- 24 août : Zofia Rydet, photographe polonaise, née le 5 mai 1911.
- 6 septembre : Jean-Pierre Sudre, photographe français, né le 27 septembre 1921.
- 15 septembre : Marcel Bovis, photographe français, né le 3 septembre 1904.
- 6 octobre : Evgueni Khaldeï, photographe soviétique de l'agence Tass, né le 23 mars 1917.
- 30 octobre : George Skrigin, photographe et  réalisateur serbe, né le 4 août 1910.

- Date précise inconnue ou non renseignée : 
  - Jean Depara, photographe congolais, né en 1928.
  - Édith Gérin, photographe française, née le 1910.
  - Tata Ronkholz, artiste et photographe allemande, née en 1940.

## Célébrations
Centenaire de naissance
- Hugo Bernatzik
- Erwin Blumenfeld
- Hans Hausamann
- Germaine Krull
- Alma Lavenson
- Kazimierz Nowak
- Antoni Ollé
- Georges Périnal
- Walter Peterhans
- Mey Rahola
- Albert Renger-Patzsch
- Gustave Roud
- Gotthard Schuh
- André Zucca
- Maurice Tabard
- Roman Vishniac,

Centenaire de décès
- Charles Carey
- Károly Divald
- Sakuma Hanzō
- Pierre Sayve
- Ivan Standl
- Nils Strindberg
- Adolphe Varin

Bicentenaire de naissance
- Antoine Claudet
- Henry Collen
- Louis-Joseph Deflubé